# Tredegar Iron Works
Les Tredegar Iron Works sont des forges historiques de Richmond, la capitale de l’État de Virginie. Fondées en 1837, c'était dès 1860 le troisième plus gros centre sidérurgique des États-Unis. Au cours de la guerre de Sécession, elles constituèrent la principale usine de production de fonte et d’artillerie des États confédérés d'Amérique. Elles échappèrent à la destruction au cours de l’incendie de Richmond (1865), et poursuivirent leur production jusqu'au milieu du XXe siècle.
Classé depuis les années 1970 National Historic Landmark, ce site de 9 ha et ses bâtiments sert de hall d'accueil aux touristes visitant le Richmond National Battlefield Park géré par le National Park Service. Il comporte un musée privé, l’American Civil War Center at Historic Tredegar.

## Histoire

### La fondation (1836–1841)
En 1836, un groupe d’hommes d’affaires et d’industriels de Richmond dirigés par Francis B. Deane, Jr. décida d’investir dans une usine de fonte pour profiter de l’essor du chemin de fer aux États-Unis. Pour diriger la construction de l’usine, ils recrutèrent un jeune ingénieur gallois, Rhys Davies, et facilitèrent l’installation de plusieurs autres ouvriers originaires de la région de Tredegar, au Pays de Galles, afin de monter les hauts-fourneaux et laminoirs. La fonderie prit ainsi le nom de Tredegar, par allusion à l'une des plus grosses sociétés sidérurgiques de l'époque, la Tredegar Iron and Coal Co britannique. La nouvelle usine put être mise en service en 1837, mais une panique boursière mémorable en compromit d’emblée l’exploitation, et l’ingénieur Davies mourut à Richmond au mois de septembre 1838 des suites de blessures au couteau reçues lors d’une bagarre avec un ouvrier ; on l’inhuma à Belle Isle, sur un coteau surplombant la James River.

### La direction d'Anderson (de 1841 à la guerre)

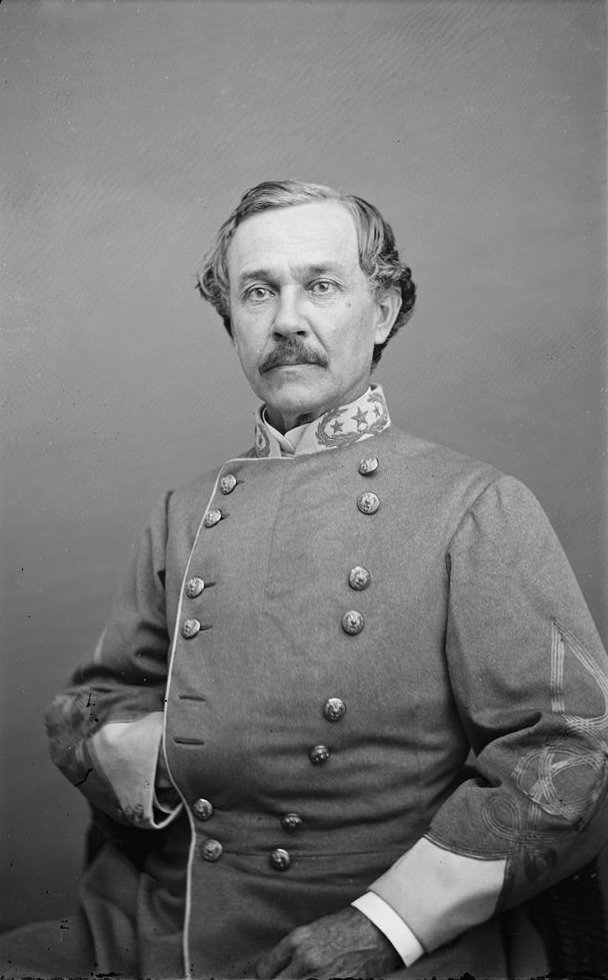
Joseph Reid Anderson en uniforme d'officier confédéré.

En 1841, les actionnaires confièrent la gestion de l'usine à un ingénieur des travaux publics de 28 ans, Joseph R. Anderson. Anderson racheta la fonderie en 1848, après en avoir été deux ans le fermier, et bientôt travailla essentiellement aux commandes du gouvernement des États-Unis. Il fit venir des esclaves pour abaisser les coûts de production : au début de la guerre de Sécession, en 1861, la moitié des 900 ouvriers (y compris parmi les plus spécialisés) étaient des esclaves. Dès 1860, le beau-père d'Anderson, le Dr Robert Archer, avait rejoint le capital de l'entreprise et Tredegar put s'imposer comme le premier sidérurgiste du pays.
Entre 1846 et 1853, l'adjudication d'un marché de construction de quelque 1 500 km de voie ferrée à travers la Virginie, largement subventionnés par le Virginia Board of Public Works, ouvrit enfin aux forges de Tredegar le marché des locomotives à vapeur et du rail. Les ingénieurs chargés de mettre en service l'atelier de locomotives (Tredegar Locomotive Works) étaient John Souther et l'illustre Zerah Colburn. Cet atelier produisit près de 70 locomotives entre 1850 et 1860. De 1852 à 1854, John Souther dirigeait aussi le comptoir de locomotives de Tredegar. L'usine fabriquait également les moteurs de marine des frégates à vapeur USS Roanoke et USS Colorado.
Jusqu'à la guerre de Sécession, l'activité industrielle était florissante sous la direction d'Anderson : Trédégar s'équipa d'un moulin à farine, loué à Lewis D. Crenshaw, et de fours loués à A.J. Bowers et Asa Snyder. Dès 1860, Crenshaw et ses associés avaient créé la filature de laine Crenshaw Woolen Mill (employant environ 50 tisserands) sur leurs terres. Les filatures Crenshaw Woolen Mill allaient devenir le « principal fournisseur d'uniformes de l’armée des États confédérés au cours de la première moitié de la guerre de Sécession. » Un incendie, survenu le 16 mai 1863 dans les usines Tredegar/Crenshaw endommagea le moulin, qui ne fut pas reconstruit : Tredegar racheta en 1863 les terrains de Crenshaw & Co,,.

### La guerre de Sécession

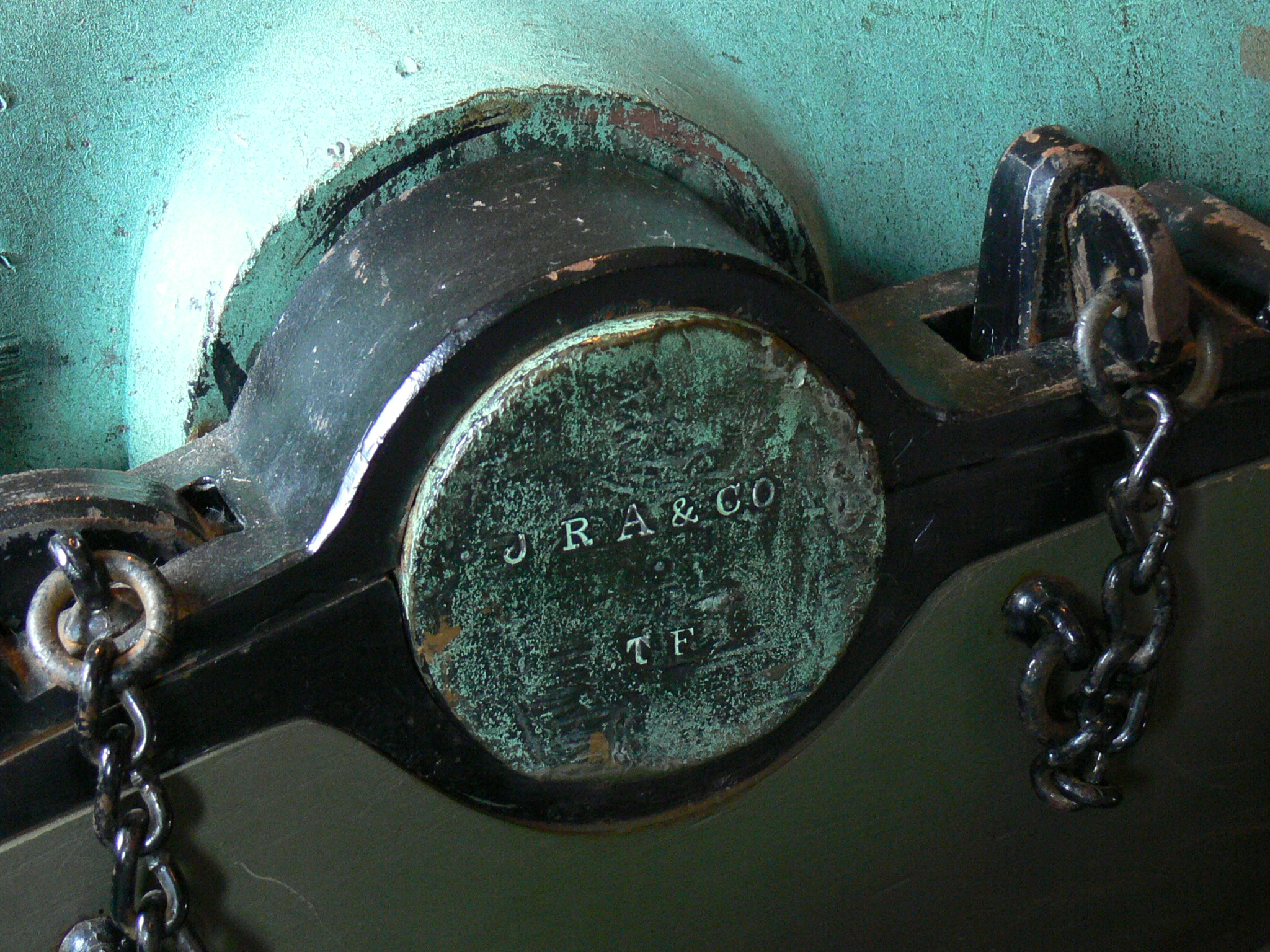
Tourillon d'un canon en bronze frappé aux initiales "J R A & CO, T F" (J.R. Anderson & Company, Tredegar Foundry) produit aux aciéries de Tredegar.

Dès 1860, les aciéries de Tredegar étaient le plus grand centre sidérurgique du Sud, fait qui joua dans la décision de déménager la capitale de la Confédération de Montgomery (Alabama) à Richmond en mai 1861. Tredegar fournit la Confédération en armes de haute qualité tout au long du conflit. L'autre grand site sidérurgique de la Confédération était la Bellona Foundry de Midlothian (Virginie).
Sa production de guerre incluait le blindage du premier cuirassé confédéré, la CSS Virginia qui combattit à la bataille de Hampton Roads en mars 1862; L'usine est créditée d'une production d'environ 1 100 pièces d'artillerie pour la durée de la guerre, ce qui représente la moitié de la production du Sud en pièces d'artillerie de 1861 à 1865, y compris la fabrication du canon Brooke, un canon géant monté sur rail. Simultanément la compagnie continuait de produire des locomotives.
Confronté à une compétition inégale avec les industries nordistes, du fait des coûts de main d’œuvre et d'approvisionnement en matières premières, Anderson était l'un des plus chauds partisans de la sécession du Sud et eut rang de brigadier général de l’Armée confédérée au début du conflit. Il fut blessé à Glendale, durant la bataille des Sept Jours dans la campagne de la Péninsule de 1862, et fut ensuite affecté au Département de l'Artillerie jusqu'à la fin de la guerre.
Le recrutement par les armées confédérées d'un nombre croissant d'ouvriers qualifiés tarissait les ressources en main d’œuvre de l'usine de Tredegar, et la rareté du métal se traduisit par une baisse de la production, à la fois en qualité et en quantité. Déjà au cours de l'été 1861, peu après le début de la guerre de Sécession, le manque de minerai avait allongé la fabrication d'un canon jusqu'à un mois.
Au cours de l’évacuation de Richmond par les Confédérés, dans la nuit du 2 au 3 avril 1865, les soldats avaient ordre de détruire les dépôts de munitions et les entrepôts industriels afin qu'ils ne puissent profiter aux Nordistes ; alors Anderson aurait recruté 50 gardes armés pour protéger ses usines des incendiaires. C'est ainsi qu'à Richmond, les forges de Tredegar restent l'un des seuls monuments intacts de l'époque de la guerre de Sécession.

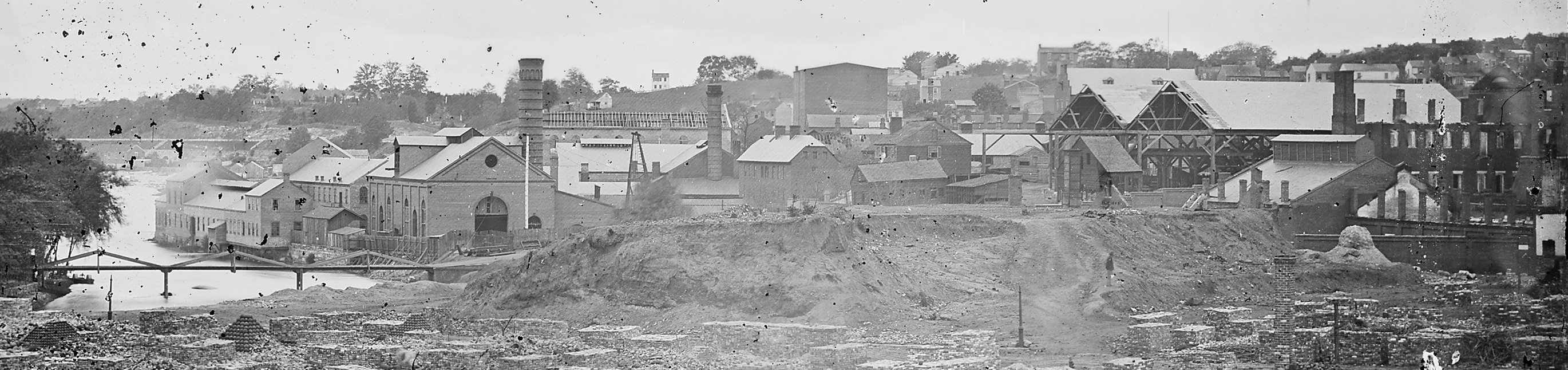
Tredegar Ironworks peu après l'incendie de Richmond (1865)

### Après la guerre
Au début des hostilités, Anderson avait prudemment placé les capitaux de Tredegar sur les marchés étrangers : ils avaient prospéré tout au long de la guerre de Sécession, ce qui lui permit de redresser ses affaires alors que l'économie de la Confédération, en ruines, était en proie aux carpetbaggers. Anderson fit amende honorable auprès du Président des États-Unis Andrew Johnson ; avant la fin de l'année 1865, il redémarrait la production et en 1867 avait repris les rênes de l'affaire, lançant une ouverture de capitaux pour Tredegar avec une émission de 1 000 000 $ d'actions.
Dès 1873, les Tredegar Iron Works employaient 1 200 ouvriers, mais la Panique de 1873 affecta durement la compagnie, qui par suite de difficultés à se financer, ne put acquérir les convertisseurs requis pour passer à la production d'acier : c'est ainsi qu'elle perdit sa place éminente dans la production nationale de ferreux.
La banlieue d'Oregon Hill se développait comme une cité ouvrière. Joseph Anderson mourut pendant ses vacances dans le New Hampshire en 1892, et la direction de l'usine fut reprise par son fils, le colonel Archer Anderson. La Tredegar company demeura active tout au long de la première moitié du XXe siècle : elle fournissait encore l'armée américaine pendant la Première et la Deuxième Guerre mondiale. En 1957, les héritiers d'Anderson vendirent les terrains à Ethyl Gasoline Corporation, qui entreprit la réhabilitation de quelques-uns des ateliers encore intacts.